# Coalmont (Tennessee)
Coalmont é uma cidade localizada no estado norte-americano de Tennessee, no Condado de Grundy.

## Demografia
Segundo o censo norte-americano de 2000, a sua população era de 948 habitantes.
Em 2006, foi estimada uma população de 964, um aumento de 16 (1.7%).

## Geografia
De acordo com o United States Census Bureau tem uma área de
15,7 km², dos quais 15,4 km² cobertos por terra e 0,3 km² cobertos por água.

## Localidades na vizinhança
O diagrama seguinte representa as localidades num raio de 16 km ao redor de Coalmont.